# Diplotaxis thoracica
Diplotaxis thoracica är en skalbaggsart som beskrevs av Henry Clinton Fall 1909. Diplotaxis thoracica ingår i släktet Diplotaxis och familjen Melolonthidae. Inga underarter finns listade i Catalogue of Life.